# Gnoseologie
Gnoseologia este ramura filozofiei care se ocupă cu studiul procesului de cunoaștere, fiind o teorie generală privind cunoașterea.

## Obiect
Obiectul gnoseologiei este cunoașterea umană în elementele sale esențiale și în mecanismul său esențial separată de modalitățile particulare de cunoaștere. Elementele obiectului gnoseologiei sunt obiectul cunoașterii, subiectul cunoașterii, mecanismul cunoașterii, condițiile cunoașterii, cauzele cunoașterii, legile cunoașterii, căile de cunoaștere, genurile de cunoaștere  umană.
Gnoseologia distinge genuri diferite de cunoaștere după criterii cum sunt facultățile cognitive angajate în proces sau după mijloacele obiective angrenate precum și după specificul cognitiv impus de  obiect.
Vezi: Epistemologie

## Orientări gnoseologice

### Scepticismul
Termenul provine din limba greacă veche unde însemna „care examinează”.
Scepticismul este concepția gnoseologică ce refuză să accepte idei considerate în general adevărate. Îndoiala se aplică și asupra metodei obținerii adevărului postulându-se, limite ale cunoașterii umane sau chiar merge până la negarea posibilității oricărei cunoașteri.
Scepticismul european a avut începuturile în perioada decadenței societății elene. Originea istorică a indoielii gnoseologice grecești se află în perioada precritică a filozofiei elene anume în activitatea sofiștilor.
Pyrrhon care a trăit în între anii 360- 270 î.e.n. a inițiat școala. Noua Academie a continuat scepticismul prin filozofii Arcesilaos care a trăit între 316-271 î.e.n. și apoi de către Carneade care a trăit între anii 215-128 î.e.n. Aenesidemus în secolul I i.e.n. a practicat scepticismul într-un mod mai sistematic arătând zece motive de îndoială. Agrippa prezintă cinci motive de îndoială cognitivă. Sextus Empiricus în veacul al doilea al erei noastre fiind și medic empiric a lăsat scrieri  de valoare despre școlile sceptice antice.

### Dogmatismul
Dogmatismul este orientarea gnoseologică care consideră că există adevăruri absolute în cunoaștere și că de asemenea există o metodă sigură de a cunoaște.
În antichitatea elenă s-a derivat din verbul ,,dokein,, care însemna a avea o opinie, a gândi, a imagina, cuvântul ,,dogmata,, prin care se semnifica doctrina prin care se diferenția o școală filozofică de alta.Termenul filozofic ,,dogma,, însemna  opinie filozofică.În filozofia clasică dogma semnifica teoria filozofică admisă de o anumită școală; de exemplu dogma pitagorică.
În perioada modernă dogmatism a manifestat  filozoful francez René Descartes. El a instituit drept principiu al valorii de adevăr a judecății, evidența, adică faptul de a avea clară și fără efort starea de fapt în fața minții. Conform convingerii sale evidența este constantă, nealterabilă în timp și spațiu nu aparține nici individului nici colectivităâii umane și își are originea în spiritul absolut al divinității. Din această cauză evidența este inatacabilă de către om. Evoluția cunoașterii umane și a practicii în special tehnice au infirmat valoarea acestei teze.
În perioada contemporană dogmatismul s-a concretizat într-o altă concepție despre cunoaștere anume în pozitivismul logic. Acest dogmatism se referea tot la criteriul adevărului dar nu privind axiome ci privind judecățile singulare. Cunoașterea nu este certă decât în măsura în care ea se concretizează în propoziții logice atomare și se referă fiecare din ele la câte un fapt nedecompozabil deci atomic. Mai mult decât această exigență  se cere  ca judecățile singulare să fundamenteze judecata în cauză prin inferență, iar în ultimă instanță la baza ei trebuie să stea cel puțin o trăire elementară ca să fie adevărată. Orice alt caz în afara propozițiilor singulare nu poate constitui o propoziție cu sens deci cu valoare de adevărată sau falsă. Deci se exclud și judecățile de cea mai mică generalitate.
Nici propozițiile atomare nu sunt atacabile sub raportul valorii de adevăr.